# LA Women's Tennis Championships 2009
LA Women's Tennis Championships 2009 (також відомий під назвою LA Women's Tennis Championships 2009 presented by Herbalife за назвою спонсора) — жіночий тенісний турнір, що проходив на відкритих кортах з твердим покриттям. Це був 36-й за ліком LA Women's Tennis Championships. Належав до серії Premier у рамках Туру WTA 2009. Відбувся в Home Depot Center у Карсоні, поблизу Лос-Анджелеса (США). Тривав з 3 до 9 серпня 2009 року. Десята сіяна Флавія Пеннетта здобула титул в одиночному розряді.

## Фінальна частина

### Одиночний розряд
Флавія Пеннетта —  Саманта Стосур 6–4, 6–3
- Для Пеннетти це був другий титул за сезон і 8-й — за кар'єру.

### Парний розряд
Чжуан Цзяжун /  Янь Цзи —  Марія Кириленко /  Агнешка Радванська 6–0, 4–6, [10–7]

## Учасниці

### Сіяні пари
| Гравчиня           | Рейтинг Туру WTA* | Сіяна |
| ------------------ | ----------------- | ----- |
| Дінара Сафіна      | 1                 | 1     |
| Віра Звонарьова    | 7                 | 2     |
| Вікторія Азаренко  | 8                 | 3     |
| Каролін Возняцкі   | 9                 | 4     |
| Надія Петрова      | 10                | 5     |
| Ана Іванович       | 11                | 6     |
| Домініка Цібулкова | 12                | 7     |
| Агнешка Радванська | 13                | 8     |
| Маріон Бартолі     | 14                | 9     |
| Флавія Пеннетта    | 15                | 10    |
| Віржіні Раззано    | 17                | 11    |
| Лі На              | 18                | 12    |
| Саманта Стосур     | 20                | 13    |
| Чжен Цзє           | 22                | 14    |
| Кая Канепі         | 23                | 15    |
| Франческа Ск'явоне | 24                | 16    |
| Сабіне Лісіцкі     | 25                | 17    |

- Рейтинг подано станом на 27 липня 2009.
- Маріон Бартолі знялась, тож Сабіне Лісіцкі стала сімнадцятою сіяною.

### Інші учасниці
Нижче подано учасниць, що отримали вайлд-кард на вихід в основну сітку
- Ваня Кінґ
- Коко Вандевей
- Мішель Ларшер де Бріту

Нижче наведено гравчинь, які пробились в основну сітку через стадію кваліфікації:
- Джилл Крейбас
- Мелані Уден
- Шанелль Схеперс
- Міхаелла Крайчек
- Карлі Галліксон
- Ольга Савчук
- Анастасія Родіонова
- Кіміко Дате

Гравчиня, що отримала право на участь в основній сітці як щасливий лузер:
- Варвара Лепченко